# NEW DAY (藤原さくらの曲)
「NEW DAY」（ニュー・デイ）は、日本のシンガーソングライター、藤原さくらの楽曲。2018年9月19日に発売されたメジャー3rdミニ・アルバム『red』に収録されている楽曲で、同作発売に先駆けて8月8日に先行配信が行なわれた。

## 概要
本作は、テレビ東京系アニメ『若おかみは小学生!』のために書き下ろされた楽曲で、同作の第2期エンディングテーマとして使用された。歌詞は同作の主人公・おっこの目線で書かれた楽曲で、歌詞について藤原は「明るさや可愛さ、そして視聴する世代を意識して、分かりやすく歌いやすい歌詞を作った」とコメントしている。メロディは、「童謡のようなポップ」を意識して制作された。
2018年8月3日に劇場版『若おかみは小学生!』の映像を使用したショート・ムービーがYouTube上の藤原さくら公式チャンネルで公開されたが、2019年現在ソフト化はされていない。
ライブでは、2018年7月15日に日比谷野外音楽堂で開催された自身初の野外ライブ「藤原さくら 野外音楽会 2018」で初披露となった。

## 参加ミュージシャン
- 藤原さくら - ボーカル、アコースティック・ギター
- mabanua - その他音源、トータルサウンドプロデューサー

## 収録アルバム
- red

## ライブ映像作品
- 『野外音楽会2018』Live at 日比谷野外大音楽堂 20180715[7]